# Egidio Scansetti
Egidio Scansetti (Vercelli, 9 novembre 1909 – Vercelli, 16 maggio 2004) è stato un calciatore italiano, di ruolo portiere.

## Carriera
Fu il portiere titolare della Pro Vercelli durante tutta la permanenza della società nella Serie A a girone unico. Dopo la retrocessione del 1935 rimase per un altro anno a Vercelli in Serie B prima di tornare in Serie A nelle file del neopromosso Novara presso cui ricoprì il ruolo di secondo portiere. Rimase in totale a Novara per sette stagioni, di cui quattro in Serie A.